# NGC 6069
NGC 6069 је лентикуларна галаксија у сазвежђу Северна круна која се налази на NGC листи објеката дубоког неба.
Деклинација објекта је + 38° 55' 53" а ректасцензија 16h 7m 41,6s. Привидна величина (магнитуда) објекта NGC 6069 износи 14,3 а фотографска магнитуда 15,3. NGC 6069 је још познат и под ознакама MCG 7-33-43, CGCG 223-42, PGC 57237.